# デイビッド・オーター
デイビッド・H・オーター（David H. Autor、1964年6月9日 - ）は
、アメリカ合衆国の経済学者、公共政策研究者であり、マサチューセッツ工科大学（MIT）経済学部の教授。MIT内のSchool Effectiveness and Inequality Initiative（SEII）の共同ディレクターも務めている。労働経済学を中心とした幅広い分野で研究を行っている。デービッド・オーター、デヴィッド・オーター、デービッド・オウターなど表記の揺れがある。

## 生い立ちと教育
マサチューセッツ州ニュートンで心理学者の両親のもとに育つ。高校卒業後にコロンビア大学に入学するが中退し、ボストンの病院で事務助手やソフトウェア開発者として勤務した。その後、タフツ大学で心理学の学士号を1989年に取得。卒業後はサンフランシスコのグライド記念教会で恵まれない若者にコンピュータスキルを教えるボランティア活動に従事。この経験を通じて経済学と公共政策への関心を深め、ハーバード大学ケネディ・スクールで公共政策の修士号（1994年）と博士号（1999年）を取得した。

## 学術的キャリア
博士号取得後、MIT経済学部の助教授に就任。2002年にPentti J.K. Kouri キャリア開発助教授に任命され、2003年に准教授、2005年に終身在職権を得て、2008年には教授に昇格した。学部では「ミクロ経済理論と公共政策」や「社会科学の実証分析」などの授業を担当している。
MITでの職務に加え、全米経済研究所（NBER）、貧困行動研究所（J-PAL）、労働研究所（IZA）、IZA World of Labor など複数の研究機関と関係を持つ。また、以下の経済学系学術誌で編集委員を務めてきた。
- 『Review of Economics and Statistics』（2002–2008年）
- 『Journal of Economic Literature』（2004–2006年）
- 『Journal of Labor Economics』（2007–2008年）
- 『Journal of Economic Perspectives』（2009–2014年）

現在はMITのSEIIの共同ディレクターとして、教育経済学や人的資本と所得分配の関係について研究を行っている。また、NBERの労働研究プログラムのディレクターを務めるほか、NBER障害者研究センターの副ディレクターでもある。

## 研究
オーターの研究は主に以下の5つの分野に焦点を当てている：(1) 不平等、技術変化、グローバル化、(2) 障害と労働力参加、(3) 労働市場における仲介、(4) 近隣地域、住宅市場の波及効果、価格統制、(5) 不当解雇規制の労働市場への影響。経済学の書誌データベースであるIDEAS/RePEcでは、平均ランキングスコア、業績数、引用数などの多くの指標において、上位5%の経済学者としてランクされている。
彼の最も引用されている論文は、アラン・クルーガーおよびローレンス・カッツとの共著によるもので、コンピュータ化という形でのスキル偏重型技術変化（skill-biased technological change）がアメリカの教育別賃金格差の拡大に与えた影響を分析している。この研究では、コンピュータ化によりスキルの高度化が求められ、それが大学卒業者に対する労働需要と大学教育に対する賃金プレミアムを高めたことが示唆されている。
2009年には、シカゴ大学在籍中に『Studies of Labor Market Intermediation』という書籍を編集者として出版した。その後、MITの同僚と共に『The Work of the Future: Building Better Jobs in Age of Smart Machines』を執筆している。影響力のある研究としては、デービッド・ドーンおよびゴードン・ハンソンとの2013年の共著があり、米国の中国との貿易競争への曝露が、輸入競合産業を抱える地域の労働市場において、失業の増加、労働力参加率の低下、賃金の減少を引き起こしたことを示している。一方で、同研究は貿易が国全体にとっては純便益であることも認めており、オーターは環太平洋パートナーシップ協定（TPP）を米国労働者保護の手段として支持している。この一連の研究で焦点となっている中国からの輸入の急増はチャイナショックと呼ばれており、多くの研究者に研究されるトピックとなっている。
2020年には、第25回ハインツ賞特別賞を受賞し、エリザベス・レイノルズとの共同研究において、新型コロナウイルス感染症（COVID-19）がオフィス経済に与える悪影響に関する分析でも注目を集めた。

## 書籍
- （デヴィッド・A・ミンデル, エリザベス・B・レイノルズ）『The Work of the Future：AI 時代の「よい仕事」を創る』（2023年, 慶應義塾大学出版会）（月谷真紀 翻訳） ISBN 978-4766429138